# カルナールの戦い
カルナールの戦い（カルナールのたたかい、ペルシア語：جنگ کرنال, 英語：Battle of Karnal）は、1739年2月24日にインドのカルナールにおいて、ムガル帝国とアフシャール朝イランのと間に行われたナーディル・シャーのインド侵攻中に行われた戦闘。
この戦いはアフシャール朝の圧勝に終わり、ムガル帝国は大勢の将兵を失い、甚大な損害を被った。負けたムガル帝国はイラン側と講し、ナーディル・シャーをデリーに入城させたものの、結局はデリーを破壊された。カルナールの敗戦は帝国の衰退に直接的につながる戦いの一つでもあった。

## 戦闘に至る経緯
1738年以降、アフシャール朝の君主ナーディル・シャーはムガル帝国領に侵攻し、すでにアフガニスタンのカーブルが奪取され、イラン軍は帝都デリーに向けて進軍していた。そして、同年末にはインド北西部にまで侵攻した。
だが、派閥争いをしていた貴族らは派閥争いをやめず、防衛の指揮系統や防衛方法すら合意に至らずにあいまいなままで、彼らは相互に猜疑心と嫉妬心に駆られていた。
このように貴族らが争っていた結果、皇帝親征の軍勢がデリーを出発したのは2月になってからであった。とはいえ、帝国は寄せ集めといえど、歩兵・騎兵20万、非戦闘員10万、象軍2千、大砲3千門という大軍勢を用意することが出来た。ムガル帝国の必殺ともいえる攻撃は大規模な象軍による攻撃であった。

## 戦闘

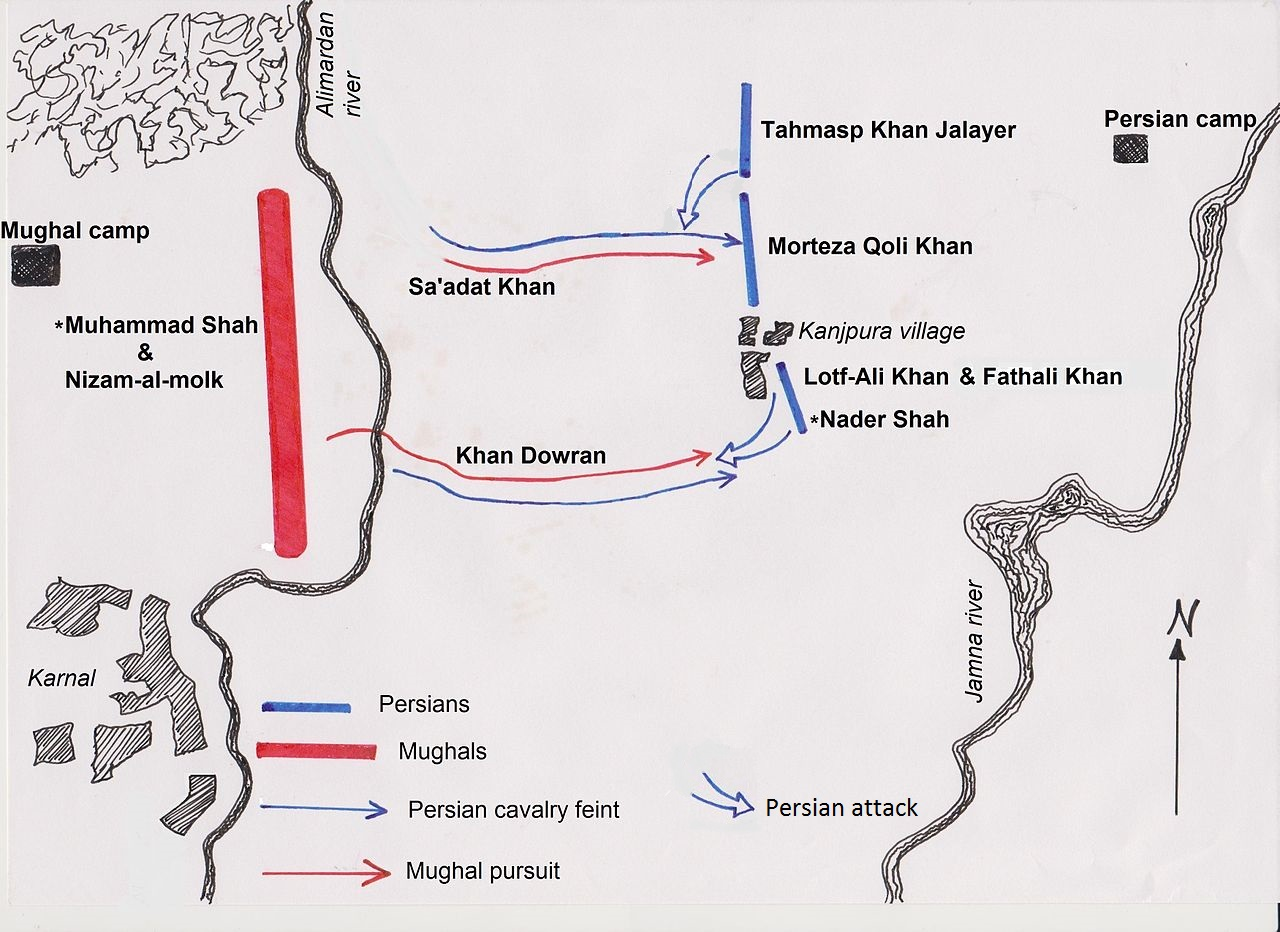
カルナールの戦いにおける両軍の布陣

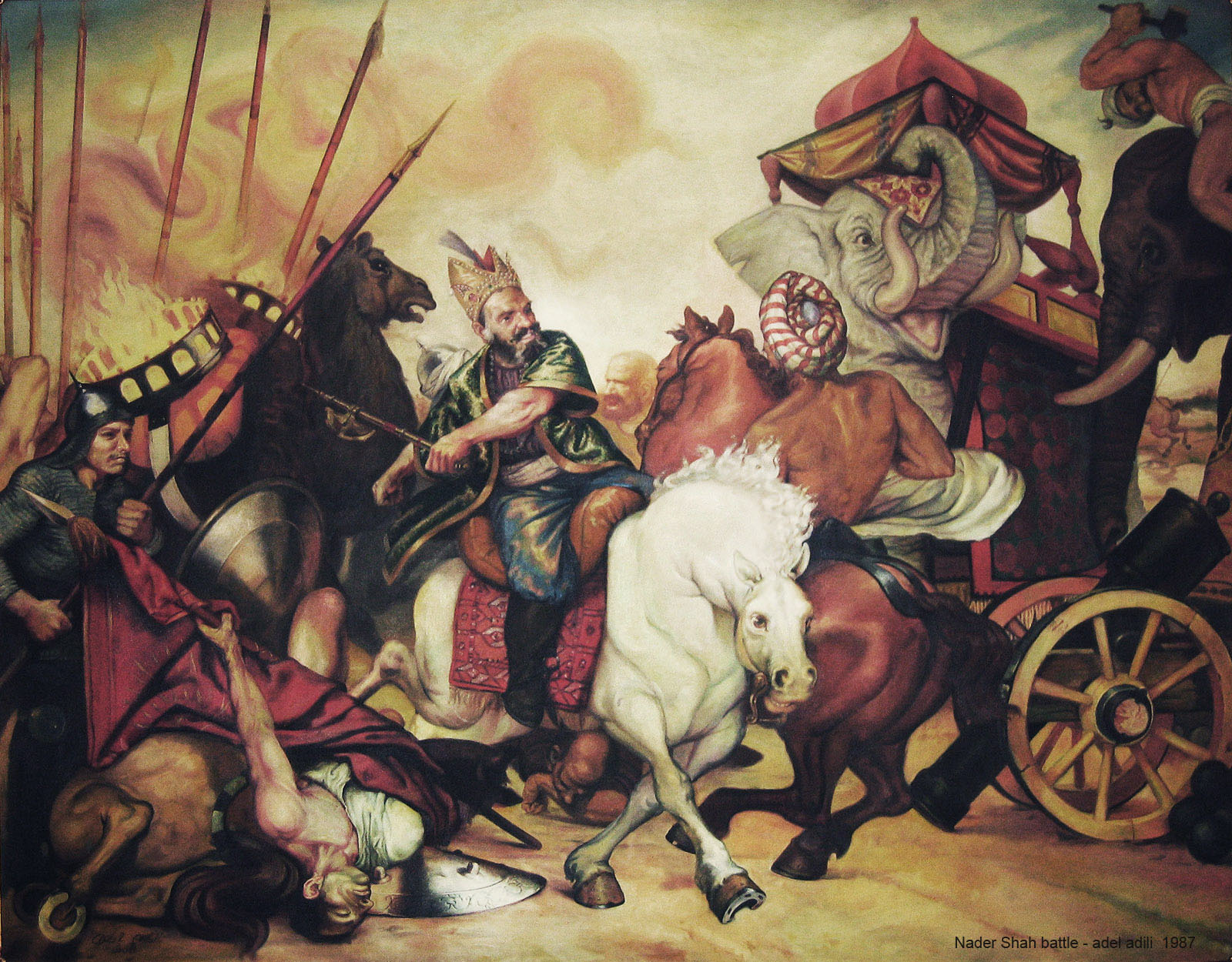
カルナールの戦い

1739年2月24日、デリーから北へ110キロの地点カルナールで、ムガル帝国軍とイラン軍は激突した。
ムガル帝国軍は左翼に皇帝ムハンマド・シャーとニザームの軍勢、サアーダト・アリー・ハーンの軍勢が右翼、中央に軍務大臣（ミール・バフシー）ハーン・ダウラーンの軍勢が布陣した。イラン軍は左翼にファトフ・アリー・ハーン・アフシャールとルトフ・アリー・ハーン・アフシャール、右翼にタフマースプ・ハーン・ジャラーイール、中央にナーディル・シャーと息子ナーシルッラー・クリーが布陣した。なお、ナーディル・シャーは前衛の騎兵4,000人を率いていた。
イラン軍は最初に騎兵が逃げるふりをする作戦を実行した。サアーダト・アリー・ハーン
はこれを追跡したが、3マイルから4マイル離れた帝国軍の砲撃の届かない地点で待ち伏せしていた軍に攻撃された。
追跡していた帝国軍は逃げ始めたが、サアーダト・アリー・ハーンはなんとか踏みとどまった。だが、この混乱は帝国軍の右翼を崩壊させ、中央にいたハーン・ダウラーンもサアーダト・アリー・ハーンを支えきれず、撤退を余儀なくさせられた。
混乱した右翼と中央にはイラン軍の砲撃が浴びせられた。2時間及ぶ砲撃のなか、ハーン・ダウラーンは致命傷を負い、死亡したのちに陣営に運び込まれた。
右翼と中央の崩壊はやがて帝国軍全体に及び、軍全体の指揮が低下し、まもなく敗走し始めた。帝国軍の敗走兵に対し、イラン軍は容赦のない攻撃を加え、大勢が虐殺された。
カルナールにおける戦いはイラン軍の圧勝に終わり、この戦いでイラン軍の死者はわずか2,500人であった。一方、帝国軍は20,000人から30,000人の兵士を失い、そのうえハーン・ダウラーンをはじめとする諸将の大半が犠牲になった。犠牲にならなかったものの、イラン軍の捕虜となったものも大勢いた。

## 戦闘後の経過

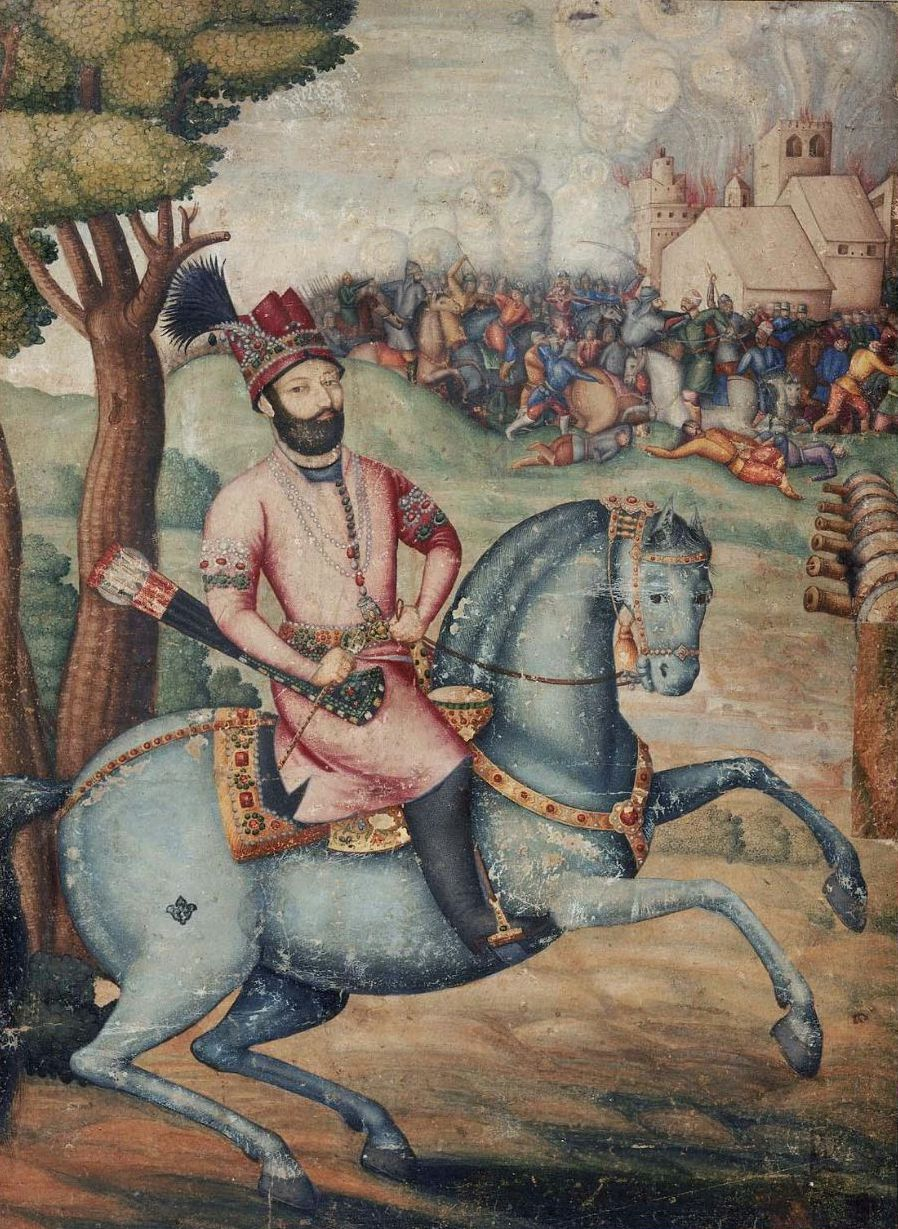
デリーの住民を虐殺するナーディル・シャー

2日後、ムハンマド・シャーはイラン軍と交渉を行うためにその陣へと赴き、ナーディル・シャーと面会した。ムハンマド・シャーとナーディル・シャーの交渉は混乱なく進み、その日のうちに講和がまとまった。
ムハンマド・シャーはナーディル・シャーとともにカルナールを離れ、デリーへ向かい、3月にデリーへと入城した。だが、デリーの住民がペルシア軍に攻撃を加えたため、ナーディル・シャーは皆殺しを命じた。デリーは略奪・破壊され、住民3万人が殺害されたという。
5月初頭、ナーディル・シャーはムハンマド・シャーを帝位に戻して撤退した。だが、彼はインダス川以西の地を割譲させたばかりか、孔雀の玉座、コーヒ・ヌール、ダリヤーイェ・ヌールをはじめとする莫大な財宝を持ち出した。
ナーディル・シャーの撤退後、後に残ったのは廃墟となったデリーと無力な皇帝ムハンマド・シャーだけであった。デリー破壊により、ムガル帝国の権威は地に落ち、これ以降帝国は急速に衰退の道を歩むこととなった。